# Wir bauen eine Stadt
Wir bauen eine Stadt  è una composizione per complesso vocale e strumentale infantile di Paul Hindemith scritta nel 1930.

## Storia della composizione
Il periodo dei primi anni (1927-1930) trascorsi da Paul Hindemith a Berlino viene ricordato per l’influsso esercitato sul compositore tedesco da quella particolare concezione estetica sviluppata in Germania dalla “nuova oggettività” che avrebbe condotto alla “musica di consumo”. L’arte di Hindemith in quel lasso di tempo avrebbe registrato anche le più stravaganti amenità del multiforme mondo berlinese, con alcune eccezioni come nel caso dell’operina Wir bauen eine Stadt (Costruiamo una città) concepita per un complesso musicale di soli bambini in età scolare.
Composta nel 1930, questa musica pensata e destinata specificamente all’infanzia, osserva Roberto Leydi, «denuncia anche nel testo gli ideali di quella cultura degli anni venti che celebrò la “civiltà delle macchine” come fondamento di un nuovo mondo nel quale l’uomo avrebbe potuto vivere meno infelice in virtù della ragione restaurata e con il supporto della tecnica". Sarebbe trascorso appena un decennio per scoprire amaramente che la civiltà delle macchine sulla quale erano state riposte molte speranze si sarebbe rivelata capace di fabbricare in larga scala armi di distruzione di massa, mai viste in precedenza nella storia dell’umanità, e di edificare un terrificante paesaggio, più opprimente e alienante per l’uomo di quanto si sarebbe potuto immaginare anche con la più fertile e cupa fantasia.  

## Struttura della composizione
Nella storia della musica non mancano gli esempi di composizioni pensate specificamente per attirare l’attenzione dei bambini; basti pensare alla Guida del giovane all’orchestra op. 34 di Benjamin Britten  o a Pierino e il lupo op. 67 di Sergej Prokofiev. Tuttavia, Wir bauen eine Stadt presenta un interesse e un’importanza musicale del tutto particolari in quanto, nello spirito della “
Gebrauchmusik” (musica d’uso) non costituisce uno strumento didattico dall’esterno avente il fine, ad esempio, di far riconoscere ai bambini il suono dei diversi strumenti (come nel caso della Guida di Britten) . Al contrario, l’opera di Hindemith si pone quale strumento didattico interno di educazione musicale, vale a dire una musica pensata apposta per essere eseguita (e dunque utilizzata) dai piccoli, a differenza del Pierino e il lupo di Prokof’ev .
Il testo della musica scritto da Robert Seitz descrive un gruppo di bambini motivati dal desiderio di costruire una nuova città, che "deve essere la più bella di tutte". I bambini entrano in scena muniti di pale e secchi al ritmo di una allegra marcetta, e intraprendono il lavoro collettivamente, in modo che la città sia presto terminata. Così, un bambino porta la sabbia, un secondo i sassi, un terzo va a prendere l’acqua per l’impasto e un altro ancora inizia a rimestare il tutto con la calce.
Il maestro che assiste ai lavori, chiede ai bambini: "Ma chi viene a stare nella vostra città?". E i bambini rispondono: "c’è il panettiere, il fabbro e il dentista, c’è la signora Fränkel con il suo cane e la signora Mayer con il pappagallo …" 
Il maestro a quel punto domanda: "ma come vengono tutte queste persone nella vostra città?". E i bambini replicano: "vengono con l’autobus e il dirigibile, con il treno e una navicella". 
Il maestro allora chiede: "e da dove vengono tutte queste persone?". La risposta dei bambini è: "vengono dall’America e dalla Ruhr, dal Lago di Costanza e dal Tirolo". 
Il maestro fa un’altra domanda: "E voi, cosa fate nella città?". I bambini, a quel punto, si mettono a giocare con i mestieri: c’è chi fa il bigliettaio e chi fa il negoziante, mentre chi fa l’acquirente richiede ciò che gli occorre: della panna e un litro di latte, un po’ di burro, formaggio svizzero e yogurt. Ci sono poi i bambini che giocano a fare le visite: "Buongiorno, signora Bergmann, come stanno i suoi bambini?". 
Arriva la notte e i bambini dormono; il capo dei briganti ne approfitta per rubare un po’ di tutto: orologi, automobili, patate e persino cagnolini. Ma l’attento poliziotto coglie i briganti con le mani nel sacco e li chiude tutti in prigione.
Il maestro chiede ancora: "Ci sono anche gli adulti nella vostra città?" La risposta è perentoria: qui da noi, gli adulti non hanno cosa dire, siamo in una città dove tutti sono bambini, anche il sindaco e il vigile urbano che controlla attentamente il traffico: "Attenzione, quando faccio segno potete passare. Il semaforo è verde: andiamo, la strada è libera. Attenzione a destra. Attenzione a sinistra! - C’è il rosso: fermati. C’è il verde: passa. Attenzione a destra. Attenzione a sinistra. Rosso. Verde".

## Discografia parziale
- Das Schlaraffenland, Cesar Bresgen (Deutsche Grammophon)
- Philharmonisches Orchester Augsburg; Kinderchor der "Albert Greiner Singschule", Reinhold Lampart (Fratelli Fabbri Editori, IGM 1064)
- Rundfunk Kinderchöre Leipzig; Instrumental Gruppe, Hans Sandig (Berlin Classics)